# Lleó I Dadiani
Lleó I Dadiani fou mtavari de Mingrèlia del 1532 al 1546. Era fill de Mamia III Dadiani, al qual va succeir el 1532.
El 1535 el rei d'Imerècia va conquerir el Samtskhé, i els nobles (thavadis) d'aquesta regió (que llavors era independent) demanaren ajuda a l'Imperi Otomà, però l'exèrcit enviat pels turcs algun temps després va ser derrotat i rebutjat pel rei Bagrat. El soldà va enviar llavors els governadors d'Erzurum i Diyarbekir amb un fort exèrcit. El mthavari de Mingrelià i Abkhàzia, Lleó I Dadiani va abandonar al rei així com els aznauris de Meskhètia (Samtskhé) i els turcs van triomfar a la batalla de Sokhoista, a la província de Bassiani a l'extrem sud-oest de Geòrgia. En represàlia poc temps després el rei Bagrat va invitar Lleó I a una recepció i el va fer empresonar. Un intent similar amb el mthavari de Gúria, no va reeixir. Lleó es va poder escapar amb l'ajuda dels senyors locals de Mingrèlia i des de llavors Mingrèlia i Gúria no van obeir més el rei d'Imerècia.
Bagrat III d'Imerècia el va deposar el 1546 i va proclamar al seu fill gran Jordi III Dadiani. Un altre fill Jordi Dadiani fou Príncep de Salipartiano (Jordi Lipartian I) i pare del futur mthavari Vamek III Dadiani i també de la reina Mariami (esposa de Jordi X de Kartli), de la princesa Marekha, esposa successivament de Kvarkvare V Djakèli de Samtskhé i de Lleó d'Imerècia; altres filles van emparentar amb la casa de Gúria i amb la d'Imerècia.